# Slovenská pošta
Slovenská pošta, a.s. je firma provozující poštovní služby na území Slovenské republiky. Při své činnosti se řídí zákonem o poštovních službách č. 324/2011 Z.z. ze 14. září 2011.

## Sídlo a vedení
Slovenská pošta a. s. (SP) sídlí v Banské Bystrici, Partizánska cesta 9.
SP řídí generální ředitel. Od 1. června 2020 je jmenován do funkce předsedy představenstva SP Ing. Martin Ľupták, PhD., který vykonává i povinnosti generálního ředitele SP, a to do doby, než bude vybrán nový generální ředitel.

## Základní údaje
- Zakladatelem SP je Ministerstvo dopravy, výstavby a regionálneho rozvoja SR.
- SP je akciová společnost ve 100% vlastnictví státu.
- IČO SP a. s.: 36 631 124

## Historie
- Slovenská pošta státní podnik vznikla 1. 1. 1993 rozdělením Správy pošt a telekomunikací na Slovenskou poštu, Slovenské telekomunikace a Poštovní novinovou službu.
- Dne 1. 1. 2003 rozhodl Poštovní regulační úřad se sídlem v Žilině o udělení poštovní licence pro SP a to s účinností od 1. 1. 2003 na dobu 10 let. Poštovní licencí se rozumí poskytování univerzální služby za přijatelné ceny, za srovnatelných podmínek a v určené kvalitě dostupné všem uživatelům na celém území SR. Univerzální služba se vztahuje i na mezinárodní poštovní styk (není-li mezinárodní smlouvou určeno jinak).
- Rozhodnutím ministra dopravy, pošt a telekomunikací SR č. 137 ze dne 20. 9. 2004 byla Slovenská pošta s. p. zrušena bez likvidace a celý majetek státního podniku byl vložen do akciové společnosti Slovenská pošta. Jediným akcionářem je zakladatel, Ministerstvo dopravy, pošt a telekomunikací SR. Slovenská pošta a. s. vznikla zápisem do Obchodního registru Okresního soudu v Banské Bystrici dne 1. 10. 2004. Dne 30. 9. 2004 byl z tohoto registru zároveň státní podnik Slovenská pošta vymazán.

## Předmět činnosti
Hlavní činností je výkon poštovního provozu na území SR. Tím se rozumí:
- podání, přeprava a dodání listovních, balíkových a peněžních zásilek, včetně elektronické pošty
- expresní a kurýrní přeprava zásilek se zaručeným časem dodání včetně mezinárodního styku
- podání, přeprava a dodání zásilek včetně peněžních služeb v mezinárodním styku

Vedlejší činností je obstaravatelská a komerční činnost pro smluvní partnery.
SP disponuje 1 504 poštami (údaj za r. 2020).